# Egyptian Badminton Federation
Die Egyptian Badminton Federation (EBF; arabisch الاتحاد المصري للريشة الطائرة, DMG al-Ittiḥād al-miṣrī li-r-rīša aṭ-ṭāʾira) ist die oberste nationale administrative Organisation in der Sportart Badminton in Ägypten. Sitz des Verbandes ist in Nasr City in Kairo. Der Verband wird durch die ägyptische Badmintonnationalmannschaft repräsentiert.

## Geschichte
Die Egyptian Badminton Federation wurde im September 1991 gegründet. Kurze Zeit später wurde der Verband Mitglied im kontinentalen Dachverband African Badminton Confederation und in der Badminton World Federation, damals noch als International Badminton Federation bekannt. Internationale Titelkämpfe von Ägypten werden seit 2015 ausgetragen. Die Egyptian Badminton Federation gehört dem Ägyptischen Olympischen Komitee an.

## Bedeutende Veranstaltungen, Turniere und Ligen
- Egypt International
- Egypt Juniors
- Einzelmeisterschaften

## Bedeutende Persönlichkeiten
- Ali Hassaballah (Präsident)
- Mahmoud A. Enan (ehemaliger Präsident)